# Pico Bonpland
De Pico Bonpland is een berg in de deelstaat Mérida in Venezuela en ligt in de bergketen Sierra Nevada de Mérida die onderdeel is van de Andes. De berg ligt samen met de zusterberg Pico Humboldt en de omliggende páramos in het Nationaal Park Sierra Nevada. De naam van de berg is gekozen ter ere van Aimé Bonpland, hoewel deze de Venezolaanse Andes nooit heeft bezocht.
De gletsjers op de Bonpland waren het gevolg van de Mérida-glaciatie in het Pleistoceen. In 2011 waren alle gletsjers verdwenen.
In 1911 werd de berg voor het eerst beklommen door Alfredo Jahn die toen tegelijk ook de Pico Humboldt beklom. De berg is 4.883 meter hoog boven zeeniveau.

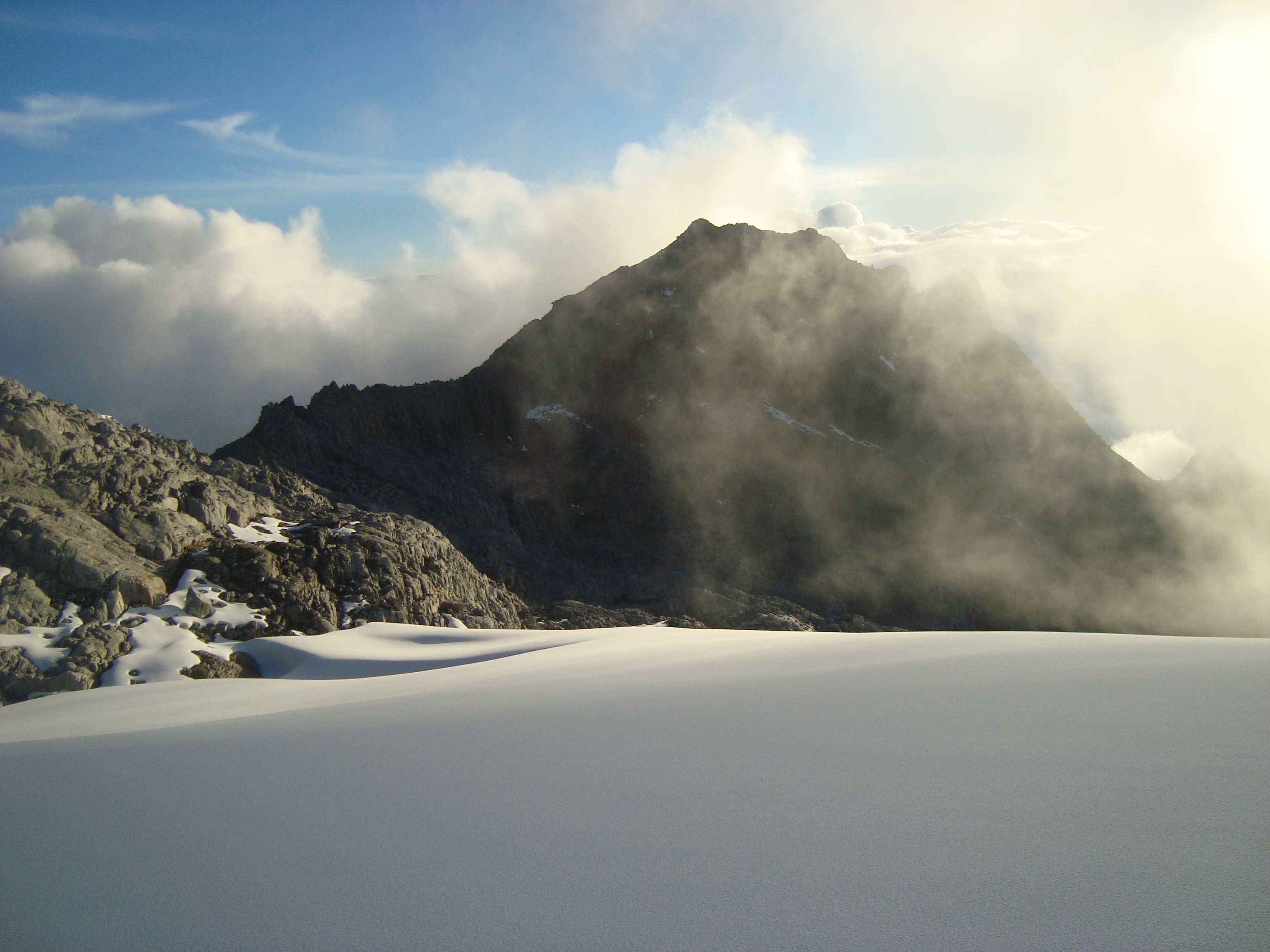
Pico Bonpland gezien vanaf Pico Humboldt